# WR-25
WR-25 (znany również pod nazwą WLM-25) to kocioł wodny, rusztowy, ciepłowniczy o mocy cieplnej na wyjściu wynoszącej 25 Gcal/h = 29,2 MW (stąd oznaczenie).
Paliwem dla tego kotła jest węgiel kamienny. Sprawność nominalna 78%.
Typowy kocioł stosowany w ciepłowniach (zawodowych, przemysłowych i komunalnych) i elektrociepłowniach (zawodowych i przemysłowych) do pokrycia zapotrzebowania na ciepło. Ciepło w wodzie jest następnie wykorzystywane w procesach technologicznych lub dystrybuowane siecią ciepłowniczą do odbiorców, którym służy do ogrzewania i uzyskiwania ciepłej wody użytkowej. Ciepło z sieci, ze względów bezpieczeństwa (wysoka temperatura i ciśnienie wody sieciowej) i higieniczno-sanitarnych, jest dostarczane do odbiorców przez wymiennik ciepła, w którym zachodzi przekazanie ciepła do instalacji grzewczej lub podgrzania ciepłej wody użytkowej.
Obecnie (2006) w handlu dostępne są kotły WR-25 z wprowadzonymi zmianami konstrukcyjnymi, np. kocioł WR-25-014S produkcji RAFAKO, o mocy maksymalnej 32 MW (temperatura wody na wylocie 150°C, ciśnienie 1,9 MPa) i sprawności 82%.
Zobacz też: 
- kocioł fluidalny